# Spoorlijn Dublin - Westport
De spoorlijn Dublin - Westport is een spoorlijn in Ierland. Tot Athlone volgt de lijn hetzelfde tracé als de lijn naar Galway. Van Manulla Junction loopt een korte zijtak naar Ballina. In Claremorris kruist de lijn de lijn Sligo - Limerick die buiten gebruik is. 